# Nicolae Simatoc
Nicolae Simatoc, en hongarès Miklós Szegedi, (Briceni, Regne de Romania actualment a Moldàvia, 1 de maig de 1920 - Sydney, 1 de gener de 1978) fou un futbolista romanès de les dècades de 1940 i 1950.

## Trajectòria
Començà la seva carrera a Romania als clubs Ripensia Timişoara i Carmen Bucureşti, i amb el club romanès Nagyváradi AC a la lliga hongaresa (1942-45). L'any 1947 viatjà a Itàlia per ingressar a l'Inter de Milà, on jugà dues temporades, i a continuació al Brescia Calcio. Visità Barcelona amb l'equip de l'Hungaria, on també jugava Ladislau Kubala, el 1950 i acabà fitxant pel FC Barcelona, on jugà dues temporades. Acabà la seva carrera al Reial Oviedo el 1953.
Un cop retirat fou entrenador. Dirigí la UE Lleida entre 1959 i 1960, i el CE Sabadell FC entre 1960 i 1961. També entrenà a l'AEL Limassol i el Budapest Sydney.

## Palmarès
- Lliga hongaresa de futbol:
  - 1943-44
- Lliga espanyola:
  - 1951-52
- Copa espanyola:
  - 1951, 1952
- Copa Eva Duarte:
  - 1952
- Copa Llatina:
  - 1952